# Ron Swanson
Ronald Ulysses Swanson es un personaje ficticio perteneciente a la comedia de situación televisiva Parks and Recreation en NBC. Fue interpretado por el actor norteamericano Nick Offerman y creado por Greg Daniels y Michael Schur. En la serie, Ron es el director del departamento de Parques y Recreación de la ciudad ficticia de Pawnee, Indiana, siendo el superior inmediato de la protagonista de la serie, Leslie Knope (Amy Poehler) hasta la elección de Knope para el Concejo Municipal de Pawnee al final de la temporada 4.  Knope y Swanson son polos opuestos en comportamiento, filosofía política y ética de trabajo. Mientras que Knope es alegre y extrovertida, decididamente tolerante y trabajadora, Swanson es distante y, como ferviente libertario, es un firme defensor del gobierno pequeño, afirmando su creencia que el gobierno debería privatizarse y, por tanto, el departamento de parques ni siquiera debería existir. Dice que él trabaja en el gobierno porque quiere se asegura que no pasa nada. Dice que está allí para pudrir a la bestia desde adentro.
Con una personalidad masculina extremadamente inexpresiva y estereotipada, Ron trabaja activamente para hacer que el ayuntamiento sea lo menos efectivo posible y desprecia la interacción con el público. Le encanta la carne, la carpintería, la caza, el whisky, los desayunos, la literatura náutica y el sexo. Odia y teme a sus exesposas por igual, ambas llamadas Tammy, una de las cuales es interpretada por la esposa de Offerman en la vida real, Megan Mullally. Afirma estar desinteresado en la vida personal de quienes lo rodean, pero en realidad se preocupa mucho por sus colegas y tiene un respeto particularmente fuerte por Leslie.
Concebido por los creadores de la serie Michael Schur y Greg Daniels, Ron ha sido un personaje central desde el primer episodio de la serie. Offerman participó en la creación del personaje, y algunos aspectos de la personalidad de Ron fueron inspirados por el actor, como su afinidad por la carpintería y el whisky escocés Lagavulin Single Malt de 16 años. Los rasgos del personaje también fueron parcialmente inspirados por un funcionario electo libertario de la vida real en Burbank, California.
La interpretación de  Offerman ha recibido elogios generalizados por parte de la crítica. El personaje desarrolló un culto de seguidores y es ampliamente considerado el personaje principal de la serie. Schur llamó a Ron "nuestro MVP del elenco". Algunos críticos lo describen como uno de los mejores personajes de una comedia de situación en décadas, y ha sido considerado el mejor personaje de comedia en la televisión desde Cosmo Kramer de Seinfeld. La relación platónica entre Ron y Leslie fue comparada con la de Mary Richards y Lou Grant en The Mary Tyler Moore Show. Offerman recibió varias nominaciones al premio por el papel y ganó el premio TCA por logros individuales en comedia, empatando con Ty Burrell de Modern Family.

## De fondo
A pesar de que Ron es una persona muy reservada, incluida la eliminación de su fecha de nacimiento de todos los documentos públicos, ocasionalmente surgen alguno de sus antecedentes. Nació en un pequeño pueblo, y fue el hijo de Tamara "Tammy" Swanson y de un padre sin nombre en la serie. Creció en una granja de un pequeño pueblo y desde temprana edad demostró su afición por la carpintería, construyendo su primera silla a los 5 años. Se opone a las leyes de trabajo infantil, afirmando que consiguió su primer trabajo en una fábrica de chapa metálica a la edad de 9 años y, luego de dos semanas, estaba manejando el piso. Ron dice que a los 11 años le ofrecieron un trabajo mejor pagado en la curtiduría e intentó hacer ambos trabajos mientras iba a la escuela secundaria, antes de darse cuenta de que sería mejor trabajar solo en la fábrica de láminas de metal diciendo: "don`t half-ass two things- whole-ass one thing"". A la edad de 15 años, Ron se mudó con su primera esposa, Tammy One, quien era una bailarina de dulces en el hospital cuando él nació, y posteriormente su maestra de matemáticas y de escuela dominical; ha dicho que aunque las circunstancias de su relación se consideraban escandalosas, la gente le tenía demasiado miedo para decir algo. Ron dijo que cuando tenía 18 años, su padre quería que trabajara en la acería, pero decidió ir a la universidad.
Cuando comenzaron los Parques y Recreación, Ron Swanson ejerció el cargo de director del Departamento de Parques y Recreaciones de Pawnne durante seis años. Considerado un libertario acérrimo, con un bigote distintivo, es un defensor extremadamente fuerte del gobierno pequeño. A pesar de trabajar en la alcaldía, cree que todo gobierno es una pérdida de dinero de los contribuyentes. Afirma que el sistema de parques debe ser privatizado y administrado en su totalidad por corporaciones con fines de lucro, como lo ejemplifica el modelo comercial de la cadena de centros de entretenimiento familiar Chuck E. Cheese. Aboga por recortes de programas siempre que sea posible, e intencionalmente trata de contratar a personas que no hacen bien sus trabajos para que ralenticen el gobierno. No pone casi ningún esfuerzo en su trabajo y deja que su subdirectora Leslie Knope (Amy Poehler) haga la gran mayoría del trabajo.

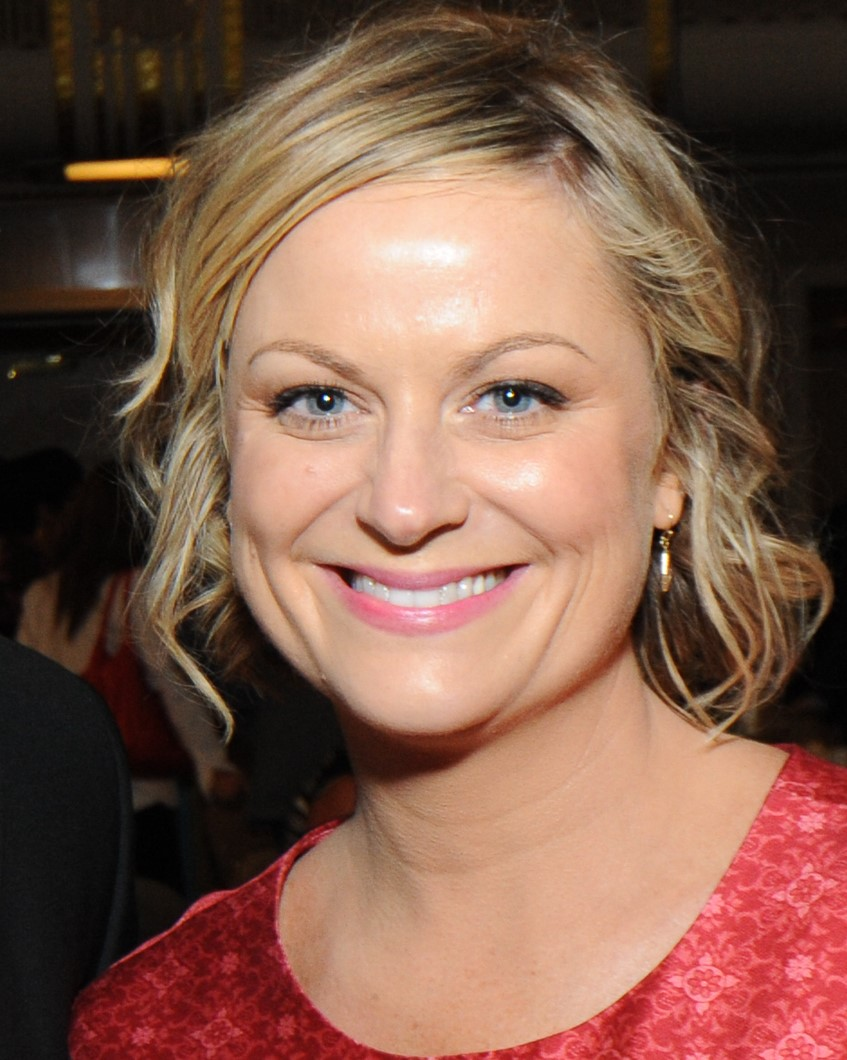
A pesar de las diferentes personalidades e ideologías, Ron y su subdirectora Leslie Knope (interpretada por Amy Poehler, en la foto) se tienen un profundo respeto mutuo.

Ron particularmente detesta hablar con el público, por lo que deliberadamente diseñó su oficina para evitar a los visitantes, en parte montando una escopeta recortada de dos cañones en un pivote en la parte superior su escritorio apunta a la silla de invitados, por lo que se apuntará a cualquiera que quiera hablar con él; una mina Claymore (que eventualmente descubre que es un juguete en el episodio de la temporada 7 "Leslie y Ron"), cuyo frente apunta hacia los invitados; y un erizo checo. A pesar de su falta de interés en el trabajo,  ocasionalmente demuestra que es un buen director que reconoce las habilidades de sus compañeros. Afirma no estar interesado en la vida personal de quienes lo rodean, a menudo refiriéndose a sus colegas como "conocidos de proximidad en el lugar de trabajo", y que su mejor amigo fue un compañero de trabajo al que nunca le conoció su nombre.  Sin embargo, se preocupa más por sus colegas de lo que deja ver y, a menudo, los ayuda a pesar de sí mismo. A pesar de compartir una opinión casi opuesta sobre el gobierno, Ron se lleva bien con Knope y los dos comparten un gran respeto mutuo. Aunque Leslie había considerado una oferta de trabajo en la ciudad vecina de Eagleton, se queda basada en el consejo de Ron de que, sin importar cuántas ofertas de trabajo reciba, Pawnee siempre será su ciudad natal. Ron también desarrolló un afecto rencoroso y paternal por el esposo de su asistente April Ludgate, Andy Dwyer, y decidió otorgarle la "Beca Ron Swanson" ($ 940) para que Andy pueda asistir a un curso universitario de estudios para mujeres después de que Andy y April no tuvieran dinero para pagarlo. En la voz en off durante la cual Ron deja a Andy en su primer día de clases, recuerda su primer día de universidad cuando su padre lo dejó en la acería. Su padre pensó que no debería molestarse en la universidad, pero Ron pidió que lo llevaran a la escuela y se fue de todos modos.
Ron habla en un tono de voz inexpresivo y rara vez expresa algún tipo de emoción, aunque a menudo se muestra muy expresivo cuando se trata de acertijos y carne. Se adhiere a muchos rasgos estereotípicamente masculinos. Afirma haber llorado solo dos veces: una cuando fue atropellado por un autobús escolar a los 7 años; y cuando murió el caballo en miniatura Li'l Sebastian. Es un entusiasta de las actividades al aire libre al que le encanta cazar, pescar, acampar y trabajar la madera. Durante años, Ron ha utilizado una estación de guarda parques en el bosque como albergue para viajes privados de caza con sus colegas masculinos en el ayuntamiento. Describe la pesca  "como el yoga, excepto que todavía puedo matar algo".  Se siente particularmente atraído por las morenas, describiéndolas como "mujeres fuertes y autosuficientes en la cima de sus campos". Tiene a las atletas profesionales Steffi Graf y Sheryl Swoopes entre sus mujeres ideales.  Le encantan los desayunos y las carnes rojas; entre los tipos de comida que disfruta están los camarones envueltos en tocino,  patas de pavo fritas dentro de una hamburguesa a la parrilla, y patas de pavo envueltas en tocino, que se conocen en Pawnee como "The Swanson". " También bebe mucho (una vez especificando que su consumo semanal de alcohol es "un estante"), pero rara vez siente los efectos del alcohol o tiene resaca, lo que se ha demostrado que es un rasgo que corre en su familia; su madre puede hacer lo mismo, y una vez mencionó que su padre "solía verter Wild Turkey en sus copos de maíz". Bebe principalmente whisky escocés (con preferencia por Lagavulin) y afirma que "los alcoholes transparentes son para mujeres ricas en dietas". Es una persona extremadamente reservada, llegando incluso a borrar su cumpleaños de los documentos para evitar que se lo celebren (aunque lo proporcionó a regañadientes como "primavera" en un formulario de admisión al hospital). A pesar de esto, Leslie sabe la fecha de su cumpleaños y regularmente le da a Ron regalos personales de cumpleaños. Ron no sabe casi nada de cultura popular; reconoce el nombre de Julia Roberts solo como la "chica dentuda de Mystic Pizza ", una vez confundió la franquicia de películas de Star Wars con Harry Potter, y en Pawnee Today revela que las únicas películas que ha visto en ese momento son The Bridge on the River Kwai, Patton y Herbie: Fully Loaded (el primero lo proporcionó Leslie en uno de sus cumpleaños en el episodio" Eagleton "y el último lo vio con las dos hijas de Diane). Disfruta de la música de Willie Nelson, que se muestra escuchando" Hello Walls "y "Buddy" durante la serie. Está extremadamente preocupado por la imagen que la gente tiene de él y una vez se negó a buscar tratamiento para una hernia; en cambio, optó por permanecer inmóvil en su escritorio durante todo el día hasta que April se ofreció a llevarlo al hospital.
Antes del comienzo de Parques y Recreación, Ron tiene dos exesposas, ambas llamadas Tammy (que también es el nombre de la madre de Ron). Desprecia y teme a sus dos exesposas por igual, y se encuentran entre las pocas personas en el mundo que pueden romper el estoicismo generalmente inquebrantable de Ron. Sin embargo, comparte una conexión sexual extremadamente apasionada con su segunda exesposa; comparó tener sexo con ella con "hacer peyote y estornudar, lentamente, durante seis horas", y agregó: "Esa mujer realmente sabe cómo manejar un pene". Es tan susceptible a las tentaciones sexuales de su segunda exesposa que hizo una cinta de vídeo advirtiéndose sobre ella para jugar en caso de que alguna vez volviera a estar con ella. Ron toca el saxofón y actúa en secreto en clubes de jazz fuera de la ciudad bajo el nombre de Duke Silver, que mantiene en secreto a sus colegas de Pawnee. Lleva un sombrero trilby y una chaqueta de traje mientras toca, lidera una banda llamada Duke Silver Trio, y ha lanzado álbumes como Memories of Now, Smooth as Silver y Hi Ho, Duke. Su música es especialmente popular entre las mujeres mayores (entre ellas la madre de April), que encuentran a Duke Silver extremadamente atractivo.
Aparece en todos los episodios con la excepción de "Beauty Pageant ", donde se explica que se está recuperando de una cirugía debido a una hernia.

## Recepción
El personaje de Ron Swanson recibió elogios universales; desarrolló un seguimiento de culto y es ampliamente considerado el personaje principal de la serie. Joel Keller, de TV Squad, llamó a Ron "uno de los personajes de comedia más inspirados de la última década", El escritor de Zap2it, Joel Keller, lo llamó uno de los mejores personajes de comedia desde Cosmo Kramer de Seinfeld ;y Geoff Berkshire, de Variety, dijo que el personaje "pasaría a la historia de la televisión como uno de los grandes de la comedia de todos los tiempos". Gabriel Perna, de International Business Times escribió: "El Ron Swanson de Offerman es una de las principales razones para ver Parques y Recreación . Considerando lo divertido que es el programa y el alcance de su elenco, eso dice mucho" Del mismo modo, Gail Pennington, crítica de televisión del St. Louis Post-Dispatch, llamó a Nick Offerman "el tipo más divertido de la televisión", y el escritor de TV Fanatic Eric Hochberger dijo: "Hay cierto personaje por el que veo este programa: Ron Swanson." Jonah Weiner, de Slate.com, dijo que Ron "ha robado regularmente sus escenas" y que Offerman tiene "un don para la comedia física discreta", y Steve Heisler, de The AV Club, dijo que Offerman no solo era divertido, sino capaz de expresar un sorprendente variedad de emociones.
Durante la segunda temporada, el escritor de HitFix, Alan Sepinwall, llamó a Ron "fácilmente la mejor creación del programa hasta ahora", y durante la tercera temporada escribió: "Ron es increíble e hilarante, es algo que Nick Offerman y los escritores pueden hacer en su ahora de dormir ". Sal Basile, de UGO Networks, escribió: "Cómo alguien puede hacer que Ron Swanson de Parques y Recreación sea agradable está más allá de nosotros, pero Offerman lo hace sin esfuerzo. Antes de darnos cuenta, no podíamos esperar a ver las reacciones de Swanson ante el más mínimo de los problemas ". Matt Fowler, de IGN, criticó a Ron al comienzo del programa, y lo llamó "un poco del fiasco (que) ofrece poco al programa, y casi se queda para amargar todo". Sin embargo, para la segunda temporada, dijo que el personaje había mejorado y se convirtió en "un personaje destacado de la serie". Varios críticos han elogiado la relación platónica entre Ron y Leslie, que se ha comparado con la de Mary Richards y Lou Grant en The Mary Tyler Moore Show.
El episodio "Ron y Tammy", en el que predominan Ron y su segunda exesposa, es considerado uno de los mejores episodios de Parques y Recreación. Offerman fue elogiado por su sutil minimalismo y expresiones faciales, particularmente el uso de sus cejas. Basado en una línea de "The Stakeout ", cuando Ron dice: "Nací listo. Soy Ron puto Swanson ", a menudo los fanáticos  lo mencionan como: "Ron el puto Swanson ". Los fanáticos crearon sitios web basados en él, como "Gatos que se parecen a Ron Swanson", y después de que Ron entendiera mal una hamburguesa de pavo como "una pierna de pavo frita dentro de una hamburguesa a la parrilla", el sitio web de cocina Eater.com creó y publicó una receta para esa comida exacta. Se diseñó y circuló en Internet una imagen de un sabor falso de helado de Ben & Jerry's con el tema de Ron Swanson, llamado "Todo el tocino y los huevos que tienes". La corporación Ben & Jerry's respondió positivamente a la imagen y dijo en un comunicado: "Las creencias de Ron están de acuerdo con las de Ben & Jerry's, donde dos primicias del gobierno pueden ayudar a los menos afortunados y ser verdaderamente un servidor de la comunidad y sus los ciudadanos." 
Paste lo ubicó en el segundo lugar de su lista de los 20 mejores personajes, diciendo: "En cuatro temporadas, Ron se ha convertido en un destacado sobre los elenco de personajes increíbles y ya parece estar listo para ingresar a la lista de élite de los mejores personajes cómicos de la televisión."

### Premios
En 2010, Offerman recibió una nominación al Premio de la Asociación de Críticos de Televisión por "Logros Individuales en Comedia" por su interpretación de Ron Swanson, aunque el premio fue finalmente otorgado a Jane Lynch por su actuación en la comedia dramática musical Glee. También ese año, el actor recibió una nominación como Mejor Actor de Reparto en una Comedia de Entertainment Weekly 's Premios Ewwy.
A pesar del éxito de la crítica, Offerman nunca recibió una nominación al premio Emmy por este papel. Varios críticos expresaron especial sorpresa por el hecho de que no recibió una nominación para los premios 63.os Primetime Emmy en 2011, que muchos consideraron el mayor desaire de la temporada. Amy Poehler en particular estaba indignada por la falta de nominaciòn de Offerman, diciendo que era "un montón de mierda que [Offerman] no fuera nominado". Muchos otros actores, incluidos Michelle Forbes y Ty Burrell (el último de los cuales recibió una nominación y, finalmente ganó la categoría en la que competía Offerman) declararon que creían que Offerman debería haber sido nominado, y Burrell agregó que Offerman merecía la nominación.